# Krzysztof Szymański (ur. 1954)
Krzysztof Szymański (ur. 22 października 1954 w Gdyni) – polski polityk, były wicewojewoda płocki, poseł na Sejm II kadencji.
Ukończył w 1979 studia na Wydziale Technologii Żywności Akademii Rolniczo-Technicznej w Olsztynie.
Od 1980 pracował w Okręgowej Spółdzielni Mleczarskiej w Krośniewicach, dochodząc do funkcji wiceprezesa zarządu. W 1992 był doradcą prezesa Rady Ministrów.
W latach 1992–1993 zajmował stanowisko wicewojewody płockiego. Sprawował następnie mandat posła na Sejm II kadencji wybranego z listy Polskiego Stronnictwa Ludowego w okręgu płockim. W 1997 bez powodzenia ubiegał się o reelekcję.
Przez rok pracował jako dyrektor w zakładach mięsnych w Grodzisku Mazowieckim. Od 1999 związany ze spółką akcyjną „RUCH”. Był m.in. dyrektorem oddziału mazowieckiego, w 2003 objął stanowisko członka zarządu tej spółki.
W 2000 otrzymał Złoty Krzyż Zasługi.